# Port Ellen

Port Ellen (skotsk gælisk: Port Ìlein) er en lille by på øen Islay i Argyll, Skotland. Byen er navngivet efter grundlæggeren Walter Frederick Campbells kone. Dens tidligere navn var Leòdamas, som er afledt af norrønt og betyders "Leòds Havn".
Port Ellen er opført omkring Leodamais Bay, Islays primære havn med dybt vand hvor større skibe kan lægge til- Det er den største by på Islay, men er dog kun en smule større end Bowmore. Øens primære færgeforbindelse, der drives af Caledonian MacBrayne, går fra Port Ellen på Islay til fastlandet ved Kennacraig.
Port Ellen Distillery blev etableret i 1820'erne, men stoppede produktionen af skotsk whisky i 1983. maltproduktionen fortsætter dog stadig for at levere til størstedelen af distillerierne på Islay.

## Historie
Området omkring Port Ellen har flere arkæologiske områder, fra stenalderen, bronzealderen og jernalderen. Der er stensætninger ved Kilbride, et voldsted ved Borraichill Mor, flere jættestuer og et kapel ved Cill Tobar Lasrach.
Omkring 4 km fra byen ligger ruinerne af Dunyvaig Castle, der var en fæstning fra 1300-tallet, som tilhørte MacDonald Lords of the Isles.